# Höör

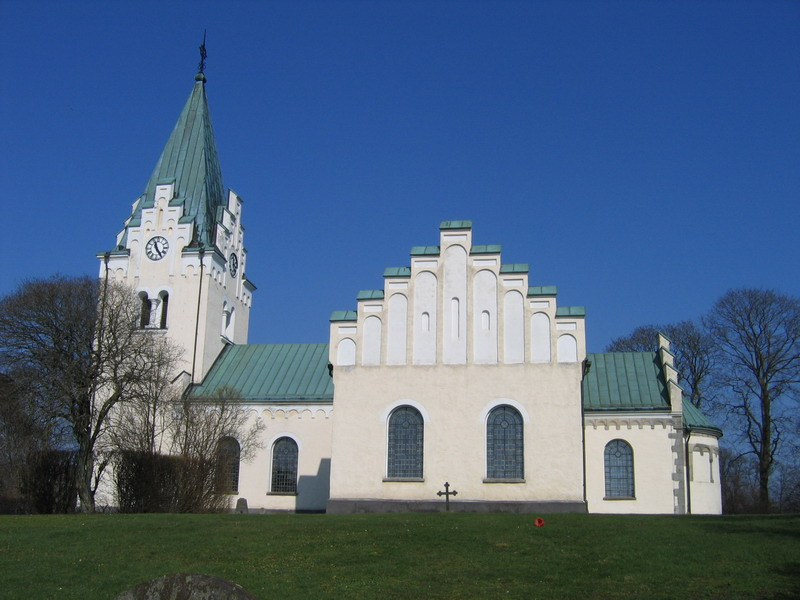
Kirche von Höör

Höör ist eine Ortschaft (tätort) in der schwedischen Provinz Skåne län und Hauptort der gleichnamigen Gemeinde.
Ein Teil des Tätorts Höör liegt auf dem Territorium der südöstlichen Nachbargemeinde Hörby (1166 Einwohner auf einer Fläche von 231 Hektar, 2015).

## Geschichte
Die Schreibweise des Ortsnamens mit zwei „ö“ soll auf die Initiative der Post wegen Problemen bei der Briefzustellung zurückgehen. Früher war es in Schweden üblich, einen Ortsbrief mit dem Zusatz „Här“ (hier) zu kennzeichnen, wobei man die Ortsbezeichnung wegließ. Da ein großer Teil an undeutlich geschriebenen Briefen in Hör landete, wurde der Name in Höör geändert.
Bis zur 1858 erfolgten Eröffnung der Eisenbahnstrecke Södra stambanan gab es nur ein Bauerngehöft. Aufgrund der naturschönen Lage des Ortes in einem Trogtal, das von mehreren Hügeln umgeben ist, siedelten sich immer mehr Menschen an. Zudem kamen Tagesbesucher, so dass sich Höör zu einem Zentrum für Freizeitgestaltung entwickelte. 1939 wurde Höör eine Minderstadt (köping), was nach der Gemeindereform von 1971 keine Bedeutung mehr hat, da mit dieser Reform alle Gemeinden gleichgestellt wurden.
1882 wurde Höör durch die Eröffnung der Bahnstrecke Höör–Hörby Järnväg mit Hörby verbunden. Diese Bahnstrecke wurde 1929 stillgelegt, dafür wurde eine Busverbindung eingerichtet. In Höör hält der Regionalzug Pågatåg.
2015 vergrößerten sich Fläche und Einwohnerzahl des Tätorts erheblich, da er mit mehreren zuvor eigenständigen Orten faktisch zusammengewachsen war: den sich südlich am Ufer des Sees Ringsjön erstreckenden Ormanäs och Stanstorp, Sätofta und Ljungstorp och Jägersbo sowie dem östlich an diese – bereits auf dem Territorium der Gemeinde Hörby – anschließenden Ludvigsborg. 2010 hatten diese Orte zusammen 3228 Einwohner.

## Kultur
In Höör wird jedes Jahr eine Sommeroper aufgeführt. Es gibt eine Musikschule, einen Jazzclub und ein Musikgeschäft.
Etwa vier Kilometer nördlich des Ortes liegt der Tierpark Skåne (Skånes Djurpark), der sich auf einheimische Tiere spezialisiert hat.